# VIVA-Rassemblement national pour le développement et le progrès
VIVA-Rassemblement national pour le développement et le progrès er et politisk parti i Tchad, ledet af Delwa Kassiré Koumakoye.
| Politisk parti | Spire Denne artikel om et politisk parti eller gruppe er en spire som bør udbygges. Du er velkommen til at hjælpe Wikipedia ved at udvide den. |